# Козмин, Михаил Фёдорович
Михаил Фёдорович Козмин (Козьмин) (1901—1999) — югославский и тунисский архитектор; иконописец.

## Биография
Родился 7 апреля 1901 года[по какому календарю?] рядом с Гродно, в семье мелкопоместных дворян. Дед его был губернатором города Гродно. Архиепископ Иувеналий (Е.А. Масловский) приходился Михаилу Козмину дядей по материнской линии.
Закончил Императорский Александровский лицей[когда?]

.
Участвовал в Белом движении, был поручиком Александрийского гусарского полка. Вместе с полком эвакуировался в Константинополь, некоторое время пробыл в лагере в Галлиполи и эмигрировал в Югославию. Учился на архитектурном факультете Белградского университета, где его учителями были Василий Михайлович Андросов (автор здания  учительского института имени Александра II) и В.Ф. Баумгартен (автор здания Генерального штаба в Белграде).
Принимал участие в реконструкции Белграда[что?]. Жил в городе Земун. Построил на берегу Дуная собственную виллу-конак, выполненную в средневековом сербском стиле. После аннексии Земуна в 1942 году переехал в Германию, откуда после входа советских войск бежал в Швейцарию.
В 1946 году получил работу в Министерстве градостроительства Туниса. Строил жилые кварталы в Бизерте, разрушенной бомбардировками во время Второй мировой войны, в том числе, реставрировал в Бизерте православную церковь святого Александра Невского, построенную по проекту военного инженера Н. С. Сухаржевского. В 1956 году, когда Франция признала независимость Туниса, Козмин стал одним из архитекторов при первом президенте страны, Хабибе Бургиба, построил для него летнюю резиденцию.
М. Ф. Козмин известен также как архитектор храма Воскресения Христова в Тунисе. Церковь выполнена в традициях русской средневековой архитектуры. Козмин работал и как иконописец — ему принадлежат образы двух евангелистов в этом храме.  Также в этом храме находятся две картины Козмина: «Памятник Петру I в Петербурге» и «Церковь Покрова Богородицы на Нерли».
В 1962 году вышел в отставку и уехал с супругой, Ириной Павловной, в Париж, где написал и опубликовал две книги по теории архитектуры: «La Ville linéaire» (Paris, 1952), «Экологическое жилищное строительство новой эры» (Париж, 1992; СПб., 1993). Участвовал в строительстве русского кафедрального собора в Австралии, переустройстве Леснинского монастыря (Провемон, Франция) и Русской церкви в городе Шавиль, для которой он написал иконостас.
Последней работой архитектора стал храм Святого Царя-Мученика Николая и Святых Новомучеников и исповедников Российских в Вильмуассон-сюр-Орж. Умер в апреле 1999 года.